# Soumana Makadji
Soumana Makadji, né en 1954 à Banamba, au Mali, est un expert comptable malien. Il est Ministre de la Santé des gouvernements Cheick Modibo Diarra I et Cheick Modibo Diarra II depuis le 17 avril 2012. Il est confirmé dans ses fonctions dans le gouvernement de Diango Cissoko nommé le 16 décembre 2012.
Après avoir obtenu son baccalauréat en 1973 au Lycée technique de Bamako, il étudie en France à l'Université de Besançon (Maîtrise de sciences économiques) puis obtient en 1987 le diplôme d'expert-comptable. À partir de 1987, il est gérant associé de la société GMI Audit basée à Bamako (Korofina).